# HorrorPops
HorrorPops é um grupo da Dinamarca, formado em 1996. Classificado como Psychobilly, uma mistura de Rockabilly dos anos 50 e Punk, junto com um Rock oitentista (New Wave). Sua música mais famosa, se chama "Girl in a Cage" do álbum "Hell Yeah!", 2004. Uma banda de rockers saídos de bandas conhecidas como Nekromantix, Strawberry Slaughterhouse, Peanut Pump Gun e Tiger Army.

## Membros
- Patricia Day - Vocalista, contrabaixo
- Kim Nekroman - Guitarra
- Henrik Niedermeier - Bateria
- Kamilla Vanilla - Bailarina
- Naomi - Bailarina

### Membros passados
- Caz the Clash - Guitarra (de 1998 até 2003)
- Karsten - Guitarra (de 2003 até 2004)
- Mille - Bailarina (de 2000 até 2004)
- Geoff Kresge - Guitarra (2005 até 2006)

## Discografia
- Ghouls/Psychobitches Outta Hell, 2003 - Vinil de 12 polegadas. Limitado por 1000 cópias. Setembro, 2003; Rancid Records

- Hell Yeah!, 2004 - CD e Vinil de 12 polegadas. 2004; Hellcat/Epitaph

- MissTake - CD Single Hellcat/Epitaph Europe e um disco com imagens, edição limitada da Hellcat/Epitaph Europe

- Bring It On!, 2005 - CD e vinil de 12 polegadas. Setembro, 2005;